# Opere in terra cerimoniali di Hopewell
Le Opere in terra cerimoniali di Hopewell sono una serie di otto monumentali complessi di recinti di terra costruiti tra 2000 e 1600 anni fa lungo gli affluenti centrali del fiume Ohio nel Nordamerica centro-orientale. Sono le espressioni sopravvissute più rappresentative della tradizione indigena ora denominata cultura Hopewell. La loro scala e complessità sono evidenziate in precise figure geometriche e nelle cime delle colline plasmate per racchiudere vaste piazze pianeggianti: enormi quadrati, cerchi e ottagoni di terra sono eseguiti con una precisione di forma, tecnica e dimensione costantemente distribuita in un'ampia regione geografica. Ci sono allineamenti con i cicli del Sole e con i cicli molto più complessi della Luna. Questi terrapieni fungevano da centri cerimoniali, costruiti da gruppi dispersi e non gerarchici il cui stile di vita era sostenuto da un mix di raccolta e agricoltura. I siti erano il centro di una sfera di influenza e interazione estesa a tutto il continente e hanno prodotto oggetti rituali finemente modellati con materie prime esotiche ottenute da luoghi lontani.
Questo sito seriale, situato nello stato dell'Ohio, è stato iscritto nella lista dei patrimoni dell'umanità dell'UNESCO il 19 settembre 2023.

## Elenco dei siti
| Id.      | Sito                    | Luogo               | Area protetta                                  | Sito (ha) | Zona di rispetto (ha) | Coordinate                  | Immagine |
| -------- | ----------------------- | ------------------- | ---------------------------------------------- | --------- | --------------------- | --------------------------- | -------- |
| 1689-001 | Octagon Earthworks      | Newark              | Opere in terra di Newark                       | 43,2      | 30,3                  | 40°03′13.17″N 82°26′45.82″W |          |
| 1689-002 | Great Circle Earthworks | Newark              | Opere in terra di Newark                       | 20,2      | 16,5                  | 40°02′28.44″N 82°25′48.43″W |          |
| 1689-003 | Hopeton Earthworks      | Contea di Ross      | Parco nazionale storico della Cultura Hopewell | 22,7      | 80,4                  | 39°23′05.25″N 82°58′44.96″W |          |
| 1689-004 | Mound City              | Contea di Ross      | Parco nazionale storico della Cultura Hopewell | 13,1      | 34                    | 39°22′35.36″N 83°00′14.36″W |          |
| 1689-005 | High Bank Works         | Contea di Ross      | Parco nazionale storico della Cultura Hopewell | 26        | 30,4                  | 39°17′54.82″N 82°55′06.56″W |          |
| 1689-006 | Hopewell Mound Group    | Contea di Ross      | Parco nazionale storico della Cultura Hopewell | 69,5      | 59,9                  | 39°21′39.54″N 83°05′36.14″W |          |
| 1689-007 | Seip Earthworks         | Contea di Ross      | Parco nazionale storico della Cultura Hopewell | 56,2      | 107,3                 | 39°14′14.89″N 83°13′11.37″W |          |
| 1689-008 | Fort Ancient            | Washington Township |                                                | 69,8      | 203                   | 39°24′12.1″N 84°05′33.18″W  |          |